# 눈살근
눈살근(procerus muscle, pyramidalis nasi) 또는 비근근(鼻根筋)은 작고 얇은 삼각형 모양의 얼굴의 근육이다. 눈확위동맥, 눈확위정맥, 눈확위신경 깊은쪽에 위치한다. 'Procerus'는 '긴'이나 '늘어난'을 의미하는 라틴어 단어이다.

## 구조
눈살근은 코뼈 아래쪽 부분과 가쪽코연골의 위쪽 부분을 덮고 있는 근막에서 힘줄성의 섬유로 시작된다. 이후 양쪽 눈썹 사이의 이마 아래쪽 부분을 덮고 있는 피부에 닿는다. 이때 눈살근의 섬유는 이마근의 섬유에 합쳐진다.

### 신경 분포
얼굴신경(제7뇌신경)의 관자가지가 눈살근에 분포한다. 얼굴신경의 다른 가지들이 눈살근에 분포하는 경우도 있다. 볼가지나 아래쪽 광대가지가 분포한다고 설명된 경우도 있다.

## 기능
눈살근은 눈썹 사이의 피부를 아래쪽으로 당기는 것을 돕고, 이를 통해 코를 벌름거리는 데에 도움을 준다. 또한 화를 내는 표정을 만드는 데에도 기여한다. 눈살근이 수축하면 가로 방향 주름을 만든다.

## 임상적 중요성

### 눈살근 징후
눈살근의 긴장이상이 있는 경우 진행성 핵상 마비(PSP)를 나타내는 소견인 눈살근 징후가 나타난다.

### 탈신경
찡그린 표정을 지을 때 생기는 미간 주변의 주름살을 줄이기 위해 눈살근을 탈신경시킬 수도 있다. 이런 시술은 미용 목적으로 시행되기도 한다. 얼굴신경 관자가지를 절단하여 탈신경 수술을 수행할 수 하지만, 얼굴신경의 다른 가지도 잘라내야 할 수 있다.

## 참고 문헌
이 문서는 현재 퍼블릭 도메인에 속하는 그레이 해부학 제20판(1918) page 382의 내용을 기초로 작성된 글이 포함되어 있습니다.
1. ↑  "eye, human."Encyclopædia Britannica from Encyclopædia Britannica 2006 Ultimate Reference Suite DVD 2009
2. 1 2 3 4  “Angular nerve: New insights on innervation of the corrugator supercilii and procerus muscles”. 《Journal of Plastic, Reconstructive & Aesthetic Surgery》 (영어) 59 (4): 366–372. 2006년 4월 1일. doi:10.1016/j.bjps.2005.09.011. ISSN 1748-6815.
3. ↑  "Nose, nasal cavity and paranasal sinuses" CHAPTER 32. Gray's Anatomy
4. ↑  Batla, Amit; Nehru, Ravi; Vijay, Tarun (2010년 11월 15일). “Vertical wrinkling of the forehead or Procerus sign in Progressive Supranuclear Palsy”. 《Journal of the Neurological Sciences》 (영어) 298 (1-2): 148–149. doi:10.1016/j.jns.2010.08.010. ISSN 0022-510X – ScienceDirect 경유.

## 추가 이미지

빨간색으로 표시된 눈살근